# Marcelo Barreña
Marcelo Darío Barreña (nacido el 13 de febrero de 1987) es un futbolista argentino que juega de defensor. En la actualidad es jugador del Club Atlético Talleres[Hca Rco] Cba, su último equipo fue el Club Atlético Platense.

## Clubes
| Club                   | País      | Año         |
| ---------------------- | --------- | ----------- |
| Nueva Chicago          | Argentina | 2005-2006   |
| Ben Hur                | Argentina | 2007        |
| Olimpo                 | Argentina | 2008 - 2009 |
| Gimnasia y Esgrima     | Argentina | 2009 - 2010 |
| Nueva Chicago          | Argentina | 2010 - 2012 |
| Crucero del Norte      | Argentina | 2012 - 2013 |
| Deportivo Santamarina  | Argentina | 2013 - 2014 |
| Caracas FC             | Venezuela | 2015        |
| Club Atlético Platense | Argentina | 2015-2016   |

## Palmarés
| Título             | Club                  | País      | Año     |
| ------------------ | --------------------- | --------- | ------- |
| Primera B Nacional | Nueva Chicago         | Argentina | 2006    |
| Torneo Argentino A | Deportivo Santamarina | Argentina | 2013-14 |